# Bára Šichanová
Barbora „Bára“ Šichanová (* 3. dubna 1984) je česká moderátorka, novinářka a editorka. Od 1. července 2022 je šéfredaktorkou Rádia Wave.

## Život
Vystudovala obor Management v kultuře na Filozofické fakultě Masarykovy univerzity v Brně. V roce 2011 obhájila bakalářskou práci na téma „Rádio Wave optikou veřejné služby“, jejímž vedoucím byl Jakub Macek.

## Kariéra
V Českém rozhlase na Rádiu Wave pracovala od roku 2012, kde měla kromě redakční práce garanci školení redaktorů, jejich hlasovou přípravu a moderátorský trénink. Za podcast Zhasni! o sexualitě a intimitě získala v roce 2019 cenu Nejlepší podcast veřejné služby. V letech 2016–2020 byla editorkou Rádia Wave. V roce 2020 se stala vedoucí programu, od 1. července 2022 se stala šéfredaktorkou Rádia Wave. Jako autorka přispívá mimo jiné do časopisu Heroine.